# Памяти Сергея Есенина (Троцкий)
«Памяти Сергея Есенина» — статья-некролог, написанная наркомом Львом Троцким в связи со смертью поэта Сергея Есенина. Впервые её текст, в качестве письма, был «ярко и образно» оглашён Л. М. Леонидовым 18 января 1926 года, на вечере памяти Есенина во МХАТе — а на следующий день статья была опубликована в газете «Правда».

## Предыстория
Похороны Есенина были оплачены за счёт советского государства и прошли с «большими почестями»: «Тело великого национального русского поэта Сергея Есенина покоится здесь» — гласила надпись на траурном полотнище. При этом, Троцкий был единственным из членов советского правительства, кто лично присутствовал на панихиде по Есенину и «со скорбью и горечью» проводил поэта в последний путь.

## История и описание
Троцкий начал свою статьи размышлениями о поэте и его стихотворении «До свиданья, друг мой, до свиданья..»:
Мы потеряли Есенина — такого прекрасного поэта, такого свежего, такого настоящего. И как трагически потеряли! Он ушел сам, кровью попрощавшись с необозначенным другом, — может быть, со всеми нами. Поразительны по нежности и мягкости эти его последние строки. Он ушел из жизни без крикливой обиды, без позы протеста, — не хлопнув дверью, а тихо призакрыв её рукою, из которой сочилась кровь. В этом жесте поэтический и человеческий образ Есенина вспыхнул незабываемым прощальным светом.

## Критика
В одном из своих писем Максим Горький высказал суждение, что «лучшее о Есенине написано Троцким» — после опалы и высылки бывшего наркомвоенмора из СССР эта фраза была удалена из изданий переписки Горького.
Биограф Есенина Валентина Пашинина утверждала, что Троцкий в данной статье нашёл «душевные, трогательные» слова о «незащищенной душе поэта» и о «жестокой эпохе», которую ему пришлось пережить: «Нет, поэт не был чужд революции, — он был несроден ей». Эссеист и критик Александр Говорков отзывался о статье как о «замечательной». Профессор Барух Кней-Пац, анализируя литературную критику Троцкого, назвал статью о Есенине «нежной, почти ласковой» (англ. gentle, almost tender) — что контрастировало с обычной манерой наркома критиковать литературные произведения и их авторов.
Аналогичного мнения придерживался и лично знавший Есенина Юрий Анненков: он полностью привёл текст статьи в той части своей книги, что повествовала о поэте. По его мнению текст Троцкого о смерти Есенина должен был, «благодаря своей глубокой человечности», остаться в истории русской литературе первых лет советской власти и занять достойное место в биографии самого революционера. Анненков утверждал, что вряд ли кто-либо другой из «вождей» мировой революции решился бы написать те слова, что Лев Давидович посвятил памяти молодого поэта, покончившего с собой как раз из-за неприятия революционных событий — поэта, «несродного» революции. Особенно заметным отношение Троцкого к Есенину становилось при сравнение данной статьи с другими работами наркома, посвящёнными «молодым пролетарским поэтам» и носившими зачастую «нескрываемый оттенок иронии» — оставлявшими ощущение «обращения взрослого к ребёнку».

## Влияние
Название книги Вольфа Эрлиха «Право на песнь» использует выражение Троцкого из его статьи в «Правде».
Сборник «Памяти Есенина», изданный практически незамедлительно после смерти поэта, открывался вступительной статьей Троцкого. Позже из-за этой статьи «главного врага народа» книга была изъята из советских библиотек, а — при жизни Иосифа Сталина — подозрения в троцкизме стало «витать» и над самим Есениным. Лишь после смерти Сталина, в 1955 году, в СССР был напечатан двухтомник Сергея Александровича «Стихотворения и поэмы».
После того как в 1926 году Троцкий был выведен из состава Политбюро, всё в той же газете «Правда» от 12 февраля 1927 года появилась статья Николая Бухарина «Злые заметки», яростно критиковавшая Есенина и его литературное наследие:
…есенинщина – это самое вредное, заслуживающее настоящего бичевания явление нашего литературного дня. Есенинщина – это отвратительная, напудренная и нагло раскрашенная российская матерщина, обильно смоченная пьяными слезами и оттого еще более гнусная.
Как заметил литературовед Д. М. Фельдман, статья не столько отражала литературную позицию Бухарина, сколько преследовала цель публично контратаковать литераторов, связанных с Троцким. Многолетний соратник Троцкого Александр Воронский, попытавшийся вступить в дискуссию с Бухариным и «защитить память» Есенина, был снят с поста редактора журнала «Красная новь».
В телесериале «Есенин» статья (в сокращённом виде) звучит в исполнении Константина Хабенского, превратившись в своеобразный монолог.

## Текст статьи
- Троцкий Л. Памяти Сергея Есенина // Правда. — 1926. — 19 января (№ 15).